# کتابخانه ملی صربستان
کتابخانه ملی صربستان (انگلیسی: National Library of Serbia) در شهر بلگراد واقع شده است. این کتابخانه، بزرگ‌ترین و قدیمی‌ترین کتابخانه در صربستان است، کتابخانه‌ای که در دو قرن گذشته چندین بار به‌طور کامل تخریب شده است.

## تاریخچه

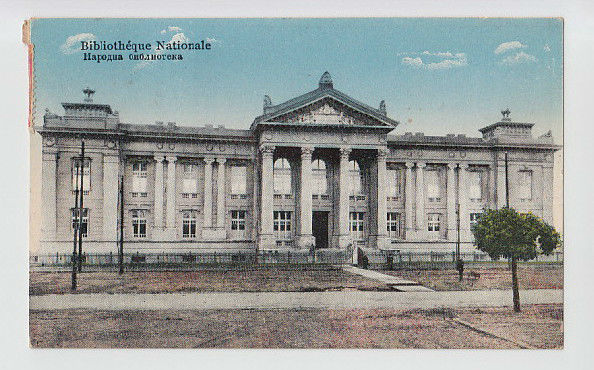
عکسی از ساختمان کتابخانه سابق که در ۶ آوریل ۱۹۴۱ به دستور خود آدولف هیتلر بمباران شد. حدود ۵۰۰۰۰۰ جلد و تمام مجموعه های کتابخانه در یکی از بزرگترین آتش سوزی های کتاب در تاریخ اروپا از بین رفت.

در سال ۱۸۳۲، این کتابخانه توسط گلیگوریه وزاروویچ که صحاف بود، در کتابفروشی خود تأسیس شد و اولین مجموعه آن شامل هدایای ناشر و کتابفروش وزاروویچ و دیگر شخصیت‌های فرهنگی صربستان می‌شد. در ۲۸ فوریه ۱۸۳۲، دیمیتریه داویدوویچ نامه‌ای در مورد سازماندهی کتابخانه به میلوش اوبرنوویچ فرستاد. در نوامبر همان سال، شاهزاده میلوش دستور داد که یک نسخه از هر کتاب چاپ شده در اختیار کتابخانه قرار گیرد.